# Goodenia arthrotricha
Goodenia arthrotricha är en tvåhjärtbladig växtart som beskrevs av Ferdinand von Mueller och George Bentham. Goodenia arthrotricha ingår i släktet Goodenia och familjen Goodeniaceae. Inga underarter finns listade i Catalogue of Life.